# 200-Meilen-Rennen von Imola

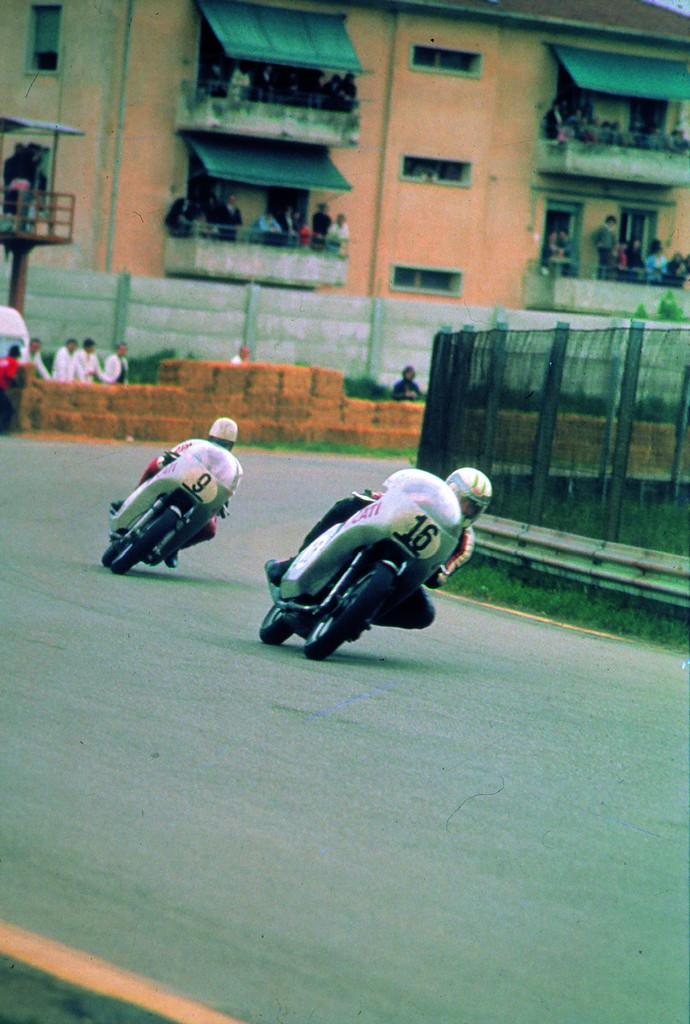
200-Meilen-Rennen von Imola 1972

Die 200 Meilen von Imola waren ein von 1972 bis 1978 und von 1980 bis 1987 stattfindendes Motorrad-Langstreckenrennen auf dem Autodromo Enzo e Dino Ferrari.
1973, 1975, 1976, 1977 und 1978 zählte es zur Formel-750-Meisterschaft.
2002 und 2003 war es Bestandteil der Motorrad-Langstreckenweltmeisterschaft. Die geplante Veranstaltung für
den 27. Juni 2004 musste aus finanziellen Gründen abgesagt werden. Seit 2012 werden in Imola die 4 Hours Of Imola Classic ausgetragen, die ab der Saison 2013 eine Station zur European Classic Series sind.

## Die Sieger der 200 Meilen von Imola
| Auflage | Datum          | Sieger                     | Zweiter                    | Dritter                    | Runden | Dauer           | Durchschnitts- geschwindigkeit | Zuschauer |
| ------- | -------------- | -------------------------- | -------------------------- | -------------------------- | ------ | --------------- | ------------------------------ | --------- |
| 1       | 23. April 1972 | Paul Smart (Ducati)        | Bruno Spaggiari (Ducati)   | Walter Villa (Triumph)     | 64     | 2 h 02 min 26 s | 157,35 km/h                    | 75.000    |
| 2       | 15. April 1973 | Jarno Saarinen (Yamaha)    | Bruno Spaggiari (Ducati)   | Walter Villa (Kawasaki)    | 64     | 1 h 58 min 18 s | 162,84 km/h                    | 90.000    |
| 3       | 7. April 1974  | Giacomo Agostini (Yamaha)  | Kenny Roberts sr. (Yamaha) | Teuvo Länsivuori (Yamaha)  | 62     | 2 h 06 min 38 s | 149,81 km/h                    | 120.000   |
| 4       | 6. April 1975  | Johnny Cecotto (Yamaha)    | Patrick Pons (Yamaha)      | Steve Baker (Yamaha)       | 64     | 2 h 10 min 28 s | 148,33 km/h                    | 93.000    |
| 5       | 4. April 1976  | Steve Baker (Yamaha)       | Michel Rougerie (Yamaha)   | Barry Sheene (Suzuki)      | 64     | 2 h 05 min 31 s | 154,17 km/h                    | 140.000   |
| 6       | 3. April 1977  | Kenny Roberts sr. (Yamaha) | Steve Baker (Yamaha)       | Giacomo Agostini (Yamaha)  | 64     | 2 h 03 min 59 s | 156,08 km/h                    | 68.000    |
| 7       | 2. April 1978  | Johnny Cecotto (Yamaha)    | Steve Baker (Yamaha)       | Giacomo Agostini (Yamaha)  | 64     | 2 h 07 min 53 s | 151,13 km/h                    | 78.000    |
| 8       | 13. April 1980 | Johnny Cecotto (Yamaha)    | Marco Lucchinelli (Suzuki) | Kenny Roberts sr. (Yamaha) | 44     | 1 h 25 min 33 s | 155,53 km/h                    | 40.000    |
| 9       | 5. April 1981  | Marco Lucchinelli (Suzuki) | Kenny Roberts sr. (Yamaha) | Boet van Dulmen (Yamaha)   | 64     | 2 h 09 min 33 s | 149,37 km/h                    | 50.000    |
| 10      | 4. April 1982  | Graeme Crosby (Yamaha)     | Marco Lucchinelli (Honda)  | Graziano Rossi (Yamaha)    | 64     | 2 h 07 min 25 s | 151,89 km/h                    | 60.000    |
| 11      | 10. April 1983 | Kenny Roberts sr. (Yamaha) | Franco Uncini (Suzuki)     | Eddie Lawson (Yamaha)      | 64     | 2 h 05 min 55 s | 153,63 km/h                    | 100.000   |
| 12      | 1. April 1984  | Kenny Roberts sr. (Yamaha) | Lorenzo Ghiselli (Suzuki)  | Steve Williams (Yamaha)    | 64     | 2 h 07 min 56 s | 151,34 km/h                    | 38.000    |
| 13      | 14. April 1985 | Eddie Lawson (Yamaha)      | Randy Mamola (Honda)       | Takazumi Katayama (Honda)  | 64     | 2 h 04 min 57 s | 154,88 km/h                    | 54.000    |
| 14      | 6. April 1986  | Marco Lucchinelli (Ducati) | Anders Andersson (Suzuki)  | Rob Phillis (Suzuki)       | 64     |                 |                                |           |
| 15      | 20. April 1987 | Paul Iddon (Suzuki)        | Fred Merkel (Honda)        | Joey Dunlop (Honda)        | 64     |                 |                                |           |

### In der Langstrecken-WM
| Datum          | Sieger                                      | Zweiter                                 | Dritter                               |
| -------------- | ------------------------------------------- | --------------------------------------- | ------------------------------------- |
| 20. April 2002 | Jason Pridmore / Mike Edwards (Suzuki)      | Michael Barnes / Mike Ciccotto (Suzuki) | Igor Jerman / Bruno Bonhuil (Suzuki)  |
| 4. Mai 2003    | Warwick Nowland / Stéphane Mertens (Suzuki) | James Ellison / Olivier Four (Suzuki)   | Horst Saiger / Erwin Wilding (Yamaha) |

## Liste der tödlich verunglückten Rennfahrer
| Fahrer           | Sterbedatum    | Details                                |
| ---------------- | -------------- | -------------------------------------- |
| Pat Evans        | 3. April 1977  |                                        |
| Guido Paci       | 10. April 1983 |                                        |
| Lorenzo Ghiselli | 28. Juli 1985  | Verunglückte am 13. April im Training. |